# Августа Датская
Августа Датская, герцогиня Гольштейн-Готторпская (дат. Augusta af Danmark, Hertuginde af Holstein-Gottorp; 8 апреля 1580, Коллинг — 5 февраля 1639, Хузум, Шлезвиг) — дочь датского короля Фредерика II и Софии Мекленбург-Гюстровской.

## Биография
30 августа 1596 года Августа Датская вышла замуж за герцога Иоганна Адольфа Гольштейн-Готторпского.
Брак был весьма напряжённым из-за разногласий между супругами по религиозным вопросам. Когда в 1614 году викарием герцогского двора стал кальвинист Филипп Цезарь, Августа отказалась посещать службы и ездила в церковь в Шлезвиг. Став вдовой, она прогнала со двора викария-кальвиниста и назначила викарием Якоба Фабрициуса. Августа пользовалась большим политическим влиянием во время правления её сына.
Приданым Августы был замок Хузум, который она сделала центром наук и искусств.

## Дети
У Иоганна Адольфа и Августы было восемь детей:
- Фридрих (22 декабря 1597 — 10 августа 1659), герцог Гольштейн-Готторпский, был женат на Марии Елизавете Саксонской;
- Елизавета София (12 октября 1599 — 25 ноября 1627), была замужем (с 1621 года) за Августом, герцогом Саксен-Лауэнбургским;
- Адольф (15 сентября 1600 — 19 сентября 1631);
- Доротея Августа (12 мая 1602 — 13 марта 1682), была замужем (с 1633 года) за Иоахимом Эрнстом, герцогом Шлезвиг-Гольштейн-Зонденбург-Плёнским;
- Гедвига (23 декабря 1603 — 22 марта 1657), замужем (с 1620 года) за Августом Пфальц-Зульцбахским;
- Анна (19 декабря 1605 — 20 марта 1623);
- Иоганн (18 марта 1606 — 21 февраля 1655), был женат на Юлии Фелициате Вюртемберг-Вайльтингенской;
- Кристиан (род. и ум. 1 декабря 1609).